# Wereldbeker veldrijden 2008-2009
Hier volgt een overzicht van de wedstrijden in de wereldbekerwedstrijden veldrijden van het seizoen 2008-2009 (officieel: UCI Cyclo-cross World Cup presented by Safety Jogger) dat van start ging op zaterdag 10 oktober 2008. Voor de vijfde opeenvolgende keer won de Belg Sven Nys.
De wereldbeker bestond uit de volgende categorieën:
- Mannen elite: 23 jaar en ouder
- Vrouwen elite: 17 jaar en ouder
- Mannen beloften: 19 t/m 22 jaar
- Jongens junioren: 17 t/m 18 jaar

## Mannen elite

### Kalender en podia
| Datum      | Locatie        | Eerste          | Tweede           | Derde               | Leider in het klassement |
| ---------- | -------------- | --------------- | ---------------- | ------------------- | ------------------------ |
| 10/10/2008 | Kalmthout      | Sven Nys        | Niels Albert     | Kevin Pauwels       | Sven Nys                 |
| 26/10/2008 | Tábor          | Niels Albert    | Zdeněk Štybar    | Martin Bína         | Niels Albert             |
| 09/11/2008 | Pijnacker      | Lars Boom       | Niels Albert     | Sven Nys            | Niels Albert             |
| 29/11/2008 | Koksijde       | Erwin Vervecken | Sven Nys         | Zdeněk Štybar       | Sven Nys                 |
| 07/12/2008 | Igorre         | Sven Nys        | Klaas Vantornout | Erwin Vervecken     | Sven Nys                 |
| 21/12/2008 | Nommay         | Lars Boom       | Sven Nys         | Bart Wellens        | Sven Nys                 |
| 26/12/2008 | Heusden-Zolder | Thijs Al        | Kevin Pauwels    | Sven Vanthourenhout | Sven Nys                 |
| 18/01/2009 | Roubaix        | Erwin Vervecken | Zdeněk Štybar    | Sven Nys            | Sven Nys                 |
| 25/01/2009 | Milaan         | Sven Nys        | Lars Boom        | Zdeněk Štybar       | Sven Nys                 |

De wedstrijd in Heusden-Zolder kwam in de plaats van die van Hofstade omdat de organisatie in dit jaar te veel moeite had om de wedstrijd op het Domein Hofstade te organiseren.

### Eindklassement
| Pos. | Renner              | Ploeg                          | KAL | TAB | PIJ | KOK | IGO | NOM | HEU | ROU | MIL | Punten | Prijzengeld |
| ---- | ------------------- | ------------------------------ | --- | --- | --- | --- | --- | --- | --- | --- | --- | ------ | ----------- |
| 1    | Sven Nys            | Landbouwkrediet                | 80  | 60  | 65  | 70  | 80  | 70  | 50  | 65  | 80  | 620    | € 30.000    |
| 2    | Bart Wellens        | Fidea Cycling Team             | 44  | 55  | 60  | 60  | 60  | 65  | 48  | 60  | 50  | 502    | € 20.000    |
| 3    | Zdeněk Štybar       | Fidea Cycling Team             | 50  | 70  | 38  | 65  | 50  | 34  | 55  | 70  | 65  | 497    | € 16.000    |
| 4    | Kevin Pauwels       | Fidea Cycling Team             | 65  | 50  | 48  | 55  | 55  | 50  | 70  | 31  | 48  | 472    | € 14.000    |
| 5    | Lars Boom           | Rabobank                       | 42  | 44  | 80  | –   | –   | 80  | 60  | 50  | 70  | 426    | € 12.000    |
| 6    | Thijs Al            | AA Drink Cycling Team          | 48  | 30  | 39  | 40  | 48  | 36  | 80  | 42  | 39  | 402    | € 10.000    |
| 7    | Erwin Vervecken     | Revor-Jartazi Continental Team | 39  | 28  | –   | 80  | 65  | 48  | 26  | 80  | 34  | 400    | € 9.000     |
| 8    | Sven Vanthourenhout | Sunweb-Projob                  | –   | 35  | 55  | 42  | 42  | 55  | 65  | 37  | 55  | 386    | € 8.000     |
| 9    | Niels Albert        | BKCP-Powerplus                 | 70  | 80  | 70  | –   | –   | –   | 40  | 55  | 60  | 375    | € 7.000     |
| 10   | Klaas Vantornout    | Sunweb-Projob                  | 46  | 33  | 44  | 50  | 70  | 42  | –   | 46  | 42  | 373    | € 6.000     |

### Uitslagen
| #  | Naam             | Tijd     |
| -- | ---------------- | -------- |
| 1  | Sven Nys         | 1u04'23" |
| 2  | Niels Albert     | z.t.     |
| 3  | Kevin Pauwels    | + 8"     |
| 4  | Radomir Simunek  | z.t.     |
| 5  | Bart Aernouts    | + 10"    |
| 6  | Zdeněk Štybar    | + 23"    |
| 7  | Thijs Al         | + 23"    |
| 8  | Klaas Vantornout | + 24"    |
| 9  | Bart Wellens     | + 37"    |
| 10 | Lars Boom        | + 1'11"  |

| #  | Naam            | Tijd     |
| -- | --------------- | -------- |
| 1  | Niels Albert    | 1u02'10" |
| 2  | Zdeněk Štybar   | + 8"     |
| 3  | Martin Bina     | + 8"     |
| 4  | Sven Nys        | + 11"    |
| 5  | Bart Wellens    | + 15"    |
| 6  | Kevin Pauwels   | + 18"    |
| 7  | Radomir Simunek | + 36"    |
| 8  | Francis Mourey  | + 36"    |
| 9  | Lars Boom       | + 42"    |
| 10 | Kamil Ausbuher  | + 1'00"  |

| #  | Naam                | Tijd     |
| -- | ------------------- | -------- |
| 1  | Lars Boom           | 1u02'30" |
| 2  | Niels Albert        | + 6"     |
| 3  | Sven Nys            | + 34"    |
| 4  | Bart Wellens        | + 38"    |
| 5  | Sven Vanthourenhout | + 56"    |
| 6  | Richard Groenendaal | + 1'07"  |
| 7  | Kevin Pauwels       | + 1'10"  |
| 8  | Francis Mourey      | + 1'11"  |
| 9  | Klaas Vantornout    | + 1'27"  |
| 10 | Enrico Franzoi      | + 1'30"  |

| #  | Naam                | Tijd     |
| -- | ------------------- | -------- |
| 1  | Erwin Vervecken     | 1u05'51" |
| 2  | Sven Nys            | + 1"     |
| 3  | Zdeněk Štybar       | + 2"     |
| 4  | Bart Wellens        | + 4"     |
| 5  | Kevin Pauwels       | + 8"     |
| 6  | Klaas Vantornout    | + 10"    |
| 7  | Gerben de Knegt     | + 49"    |
| 8  | Bart Aernouts       | + 59"    |
| 9  | Petr Dlask          | + 1'11"  |
| 10 | Sven Vanthourenhout | + 1'48"  |

| #  | Naam                | Tijd     |
| -- | ------------------- | -------- |
| 1  | Sven Nys            | 1u06'36" |
| 2  | Klaas Vantornout    | + 16"    |
| 3  | Erwin Vervecken     | + 27"    |
| 4  | Bart Wellens        | + 36"    |
| 5  | Kevin Pauwels       | + 1'10"  |
| 6  | Zdeněk Štybar       | + 1'37"  |
| 7  | Thijs Al            | + 1'39"  |
| 8  | Francis Mourey      | + 2'12"  |
| 9  | Gerben de Knegt     | + 2'21"  |
| 10 | Sven Vanthourenhout | + 2'54"  |

| #  | Naam                | Tijd     |
| -- | ------------------- | -------- |
| 1  | Lars Boom           | 1u03'30" |
| 2  | Sven Nys            | z.t.     |
| 3  | Bart Wellens        | + 22"    |
| 4  | Richard Groenendaal | + 26"    |
| 5  | Sven Vanthourenhout | + 31"    |
| 6  | Kevin Pauwels       | + 33"    |
| 7  | Erwin Vervecken     | + 36"    |
| 8  | Francis Mourey      | + 53"    |
| 9  | Gerben de Knegt     | + 1'10"  |
| 10 | Klaas Vantornout    | + 1'25"  |

| #  | Naam                | Tijd     |
| -- | ------------------- | -------- |
| 1  | Thijs Al            | 1u02'10" |
| 2  | Kevin Pauwels       | + 2"     |
| 3  | Sven Vanthourenhout | + 8"     |
| 4  | Lars Boom           | + 22"    |
| 5  | Zdeněk Štybar       | + 24"    |
| 6  | Sven Nys            | + 24"    |
| 7  | Bart Wellens        | + 29"    |
| 8  | Radomir Simunek     | + 32"    |
| 9  | Bart Aernouts       | + 38"    |
| 10 | Wilant van Gils     | + 39"    |

| #  | Naam             | Tijd     |
| -- | ---------------- | -------- |
| 1  | Erwin Vervecken  | 1u05'01" |
| 2  | Zdeněk Štybar    | + 1"     |
| 3  | Sven Nys         | + 28"    |
| 4  | Bart Wellens     | + 41"    |
| 5  | Niels Albert     | + 55"    |
| 6  | Lars Boom        | + 1'26"  |
| 7  | Francis Mourey   | + 1'32"  |
| 8  | Klaas Vantornout | + 1'43"  |
| 9  | Petr Dlask       | + 1'54"  |
| 10 | Thijs Al         | + 2'00"  |

| #  | Naam                  | Tijd     |
| -- | --------------------- | -------- |
| 1  | Sven Nys              | 1u05'42" |
| 2  | Lars Boom             | + 1"     |
| 3  | Zdeněk Štybar         | + 3"     |
| 4  | Niels Albert          | + 3"     |
| 5  | Sven Vanthourenhout   | + 3"     |
| 6  | Bart Wellens          | + 4"     |
| 7  | Kevin Pauwels         | + 10"    |
| 8  | Marco Aurelio Fontana | + 11"    |
| 9  | Steve Chainel         | + 12"    |
| 10 | Klaas Vantornout      | + 14"    |

## Vrouwen elite

### Kalender en podia
| Datum      | Locatie        | Eerste               | Tweede            | Derde                | Leidster in het klassement |
| ---------- | -------------- | -------------------- | ----------------- | -------------------- | -------------------------- |
| 10/10/2008 | Kalmthout      | Daphny van den Brand | Hanka Kupfernagel | Pavla Havlíková      | Daphny van den Brand       |
| 26/10/2008 | Tábor          | Hanka Kupfernagel    | Maryline Salvetat | Pavla Havlíková      | Hanka Kupfernagel          |
| 09/11/2008 | Pijnacker      | Hanka Kupfernagel    | Katherine Compton | Kateřina Nash        | Hanka Kupfernagel          |
| 29/11/2008 | Koksijde       | Katherine Compton    | Hanka Kupfernagel | Daphny van den Brand | Hanka Kupfernagel          |
| 21/12/2008 | Nommay         | Katherine Compton    | Hanka Kupfernagel | Georgia Gould        | Hanka Kupfernagel          |
| 26/12/2008 | Heusden-Zolder | Marianne Vos         | Hanka Kupfernagel | Daphny van den Brand | Hanka Kupfernagel          |
| 18/01/2009 | Roubaix        | Katherine Compton    | Hanka Kupfernagel | Daphny van den Brand | Hanka Kupfernagel          |
| 25/01/2009 | Milaan         | Daphny van den Brand | Hanka Kupfernagel | Maryline Salvetat    | Hanka Kupfernagel          |

De wedstrijd in Heusden-Zolder kwam in de plaats van die van Hofstade omdat de organisatie in dit jaar te veel moeite had om de wedstrijd op het Domein Hofstade te organiseren.

### Eindklassement
| Pos. | Renster                  | Ploeg | KAL | TAB | PIJ | KOK | NOM | HEU | ROU | MIL | Punten |
| ---- | ------------------------ | ----- | --- | --- | --- | --- | --- | --- | --- | --- | ------ |
| 1    | Hanka Kupfernagel        |       | 50  | 60  | 60  | 50  | 50  | 50  | 50  | 50  | 420    |
| 2    | Daphny van den Brand     |       | 60  | 35  | 35  | 45  | 40  | 45  | 45  | 60  | 365    |
| 3    | Katherine Compton        |       | –   | –   | 50  | 60  | 60  | 40  | 60  | –   | 270    |
| 4    | Maryline Salvetat        |       | 28  | 50  | –   | 30  | 30  | 35  | 26  | 45  | 244    |
| 5    | Christel Ferrier-Bruneau |       | 40  | 30  | 22  | 24  | 14  | 30  | 35  | 40  | 235    |
| 6    | Pavla Havlíková          |       | 45  | 45  | 26  | 28  | 24  | 26  | 15  | 20  | 229    |
| 7    | Helen Wyman              |       | 19  | 20  | 30  | 40  | 35  | 6   | 30  | 26  | 206    |
| 8    | Sanne van Paassen        |       | 22  | 40  | 18  | 35  | 22  | 16  | 20  | 22  | 195    |
| 9    | Saskia Elemans           |       | 30  | 22  | 40  | 22  | 20  | 17  | 17  | 12  | 180    |
| 10   | Nadia Triquet-Claude     |       | 35  | 26  | 20  | 19  | 7   | 19  | 19  | 18  | 163    |

Kampioenschappen:  Wereldkampioenschappen · 
 Europese kampioenschappen · 
 Belgische kampioenschappen · 
 Nederlandse kampioenschappen
Klassementen:  Wereldbeker · 
 Superprestige · 
 GvA Trofee · 
 TOI TOI Cup · 
 Challenge national
1993-1994 · 1994-1995 · 1995-1996 · 1996-1997 · 1997-1998 · 1998-1999 · 1999-2000 · 2000-2001 · 2001-2002 · 2002-2003 · 2003-2004 · 2004-2005 · 2005-2006 · 2006-2007 · 2007-2008 · 2008-2009 · 2009-2010 · 2010-2011 · 2011-2012 · 2012-2013 · 2013-2014 · 2014-2015 · 2015-2016 · 2016-2017 · 2017-2018 · 2018-2019 · 2019-2020 · 2020-2021 · 2021-2022 · 2022-2023 · 2023-2024 · 2024-2025